# 法布里齊婭·馬羅內
法布里齊婭·馬羅內（義大利語：Fabrizia Marrone，1996年10月10日—）是一名出生於義大利阿布魯佐大區的壘球選手，司職外野手，目前效力於A1聯賽薩龍諾。她曾隨隊參加2019年、2021年歐洲女子壘球錦標賽，結果獲得金牌。

## 外部連結
- 法布里齊婭·馬羅內的Instagram帳戶